# Magnastigma
Magnastigma là một chi bướm ngày thuộc họ Lycaenidae.